# Demonax unidenticornis
Demonax unidenticornis là một loài bọ cánh cứng trong họ Cerambycidae.